# Guerra santa
La guerra santa è un'azione o un complesso di manovre strategiche militari, ed in genere una vera e propria guerra alla quale siano attribuite finalità di salvaguardia di valori religiosi. Nonostante la prevalenza dell'uso che se ne fa per iperbole nel comune conversare, l'espressione ha nella storia ben precisi significati e riferimenti.

## La santità della guerra
In tutte le epoche l'uomo ha d'ordinario manifestato spontanea riluttanza a partecipare in prima persona a conflitti bellici, anche ovviamente per la palese consapevolezza dei gravi rischi connessi, ed è pertanto sempre stata cura dei promotori delle guerre il fornire motivazioni di forte rilievo morale per poter conseguire consenso intorno alle azioni proposte, al fine di poter contare su forze armate efficacemente determinate a conseguire la vittoria.
Oltre ai motivi ideali (indipendenza, lotta all'oppressore, instaurazione della propria cultura, resistenza all'aggressione, etc.), si è verificata più volte nel corso della storia la necessità di ricorrere a suggestioni più profonde anche per eliminare le resistenze etiche che minavano il consenso.
Con lo sviluppo delle religioni rivelate, che, proponendo modelli comportamentali universalistici, vedono nel proselitismo una sicura via di salvezza per ogni uomo e ogni comunità, il richiamo morale si è fatto più facile da inoltrare. Se esiste una via (e soltanto una) per la salvezza, quella rivelata (ad Abramo, Mosè e poi da Gesù Cristo oppure a Maometto) la diffusione della via per la salvezza diventa un dovere.
L'affermazione della "santità", anche solo della "liceità" di una guerra, assolve dunque alla funzione di nobilitare la motivazione guerresca e di garantire preventivamente al soldato la liceità di quanto sta per compiere. Analoga alla non imputabilità giuridica del soldato che uccide, sorge dunque la discriminante religiosa, per la quale nemmeno la Legge di Dio è stata violata se la guerra risponde all'interesse della religione. Questa attribuzione viene appunto rilasciata dall'autorità religiosa, a volte con enfatica determinazione, ma più spesso con implicito avallo, a seguito di specifiche interpretazioni dei rispettivi riferimenti teologici (della sistematizzazione interpretativa posteriore) ma anche scritturali, cioè quelli esplicitamente rintracciabili nel libro sacro, ove possibile. In genere, l'esegesi a ciò finalizzata produce il risultato che "a talune condizioni" la guerra sarebbe un "male minore", un "necessario sacrificio" e un doveroso intervento comunque ben gradito al Signore; coloro che si rivolgono con approccio critico verso simili sinergie fra autorità religiose e politiche, non mancano però di sottolineare la variabile elasticità interpretativa delle rispettive Scritture.
Gli Ebrei, che inaugurano la prima religione monoteista rivelata, fra i primi sperimentarono anche tutto ciò che ad esso si accompagnava: il diritto divino, l'esaltazione del popolo eletto, la sconfitta dell'ateismo, delle religioni avversarie e di chi le professava, invocando anche l'aiuto divino per le azioni armate necessarie ad ottenere tali obiettivi.
Nell'Antico testamento il ritorno degli ebrei dalla schiavitù in Egitto coincide con una guerra per fruire del territorio promesso da Dio ad Abramo, anche a spese dei popoli insediatisi nella Terra di Canaan.

Anche nell'antica Roma monarchica si sviluppò il concetto di "guerra santa", con il complesso di operazioni rituali eseguite dai feziali. Tito Livio ci testimonia nelle sue Historiae le formule in uso all'epoca allorché il Senato decideva l'avvio delle operazioni di guerra contro il proprio vicino: 
(Trad. di Luciano Perelli, Torino, UTET, 1974, I, pp. 200-201)
Non diversamente stanno le cose nel Cristianesimo, anche se diverso ne è il fondamento ideologico. Gesù Cristo, che espressamente introdusse la missione e la diffusione della "buona novella", non fornì mai un esplicito consenso alla violenza come mezzo di diffusione della sua parola. Le sue parole sono anzi rivolte verso l'idea della non violenza, eclatante esempio di questo atteggiamento può essere ritrovato nell'episodio in cui viene invitato a spronare il popolo ebreo a prendere le armi e opporsi al versamento dei tributi ai dominatori romani, per cui Gesù rispose «rendete a Cesare quel che è di Cesare e a Dio quel che è di Dio» (Mt 22,21). I più significativi e simbolici atti con cui Cristo si oppone alla violenza sono quelli avvenuti nei momenti prossimi alla sua morte in cui riattacca un orecchio lacerato a una guardia da un colpo di spada dell'Apostolo Pietro, mentre tentava di impedire la cattura di Gesù, fino ad arrivare a perdonare i suoi stessi carnefici poco prima di perire sulla croce. Nonostante il palese rigetto della violenza da parte di Gesù numerosi sono stati gli statisti o i religiosi che attraverso interpretazioni ambigue delle Scritture o estrapolandone passi fuori contesto si sono rifatti a motivazioni religiose per giustificare guerre che molto spesso di religioso avevano ben poco. Esempi sono l'affermazione categorica dell'apostolo Paolo secondo cui «Non c'è autorità se non da Dio» (Rm 13,1) o il famoso passo  "Non pensate che io sia venuto a mettere pace sulla terra; non sono venuto a mettervi la pace, ma la spada" (Mt 10,34) (anche se riferito a una guerra spirituale e non materiale). Altra tendenza, iniziata da Costantino I e conclusasi solo con moti della prima metà del diciannovesimo secolo è quella di dare una presunta vestizione divina al regnante che non comandava, quindi, attraverso l'autorità datagli dal suo popolo, ma tramite diritto divino, che essendo concesso direttamente da Dio, non poteva essere contestato e autorizzava, di conseguenza, a muoversi all'infuori della legge terrena, fino ad arrivare a un vero e proprio cesaropapismo in cui potere temporale e potere spirituale si univano in una stessa persona.
Pochissimi furono i Padri della Chiesa che si espressero contro la guerra in ogni circostanza: Tertulliano, Origene e Lattanzio costituiscono delle eccezioni nel "mare" del giustificazionismo cristiano. Le guerre Sante vennero proclamate dai papi non solo in occasione delle crociate, per liberare la Terra Santa dall'infedele conquistatore, ma anche contro le eresie che andavano contro il sistema dogmatico imposto dalla Chiesa Cattolica, è alla luce di questo che vanno, ad esempio, lette la tolleranza di fatto della chiesa verso la famigerata quarta crociata veneziana contro la cristiana Costantinopoli. 
Nell'Islam conta invece più la diffusione politico-territoriale della dār al-Islām (casa dell'Islam) che la conversione in sé, secondo un passo del Corano, non facilmente interpretabile, secondo il quale "non c'è costrizione nella fede" (lā ikrāh fī al-dīn).
Nella Dār al-Islām ai musulmani spetta comunque la direzione politica, la piena espressione delle pratiche di culto e il possesso delle armi (dell'esercito). Ai dhimmi (ebrei, cristiani, mazdei e altri), privi della piena cittadinanza, è impedito di fare proselitismo, mentre è concesso l'esercizio del culto, della proprietà e un accesso a cariche amministrative in teoria anche elevate (con l'impossibilità però di ricoprire l'ufficio di percettore delle imposte coraniche), ma nessuna funzione giudiziaria e militare. I dhimmi sono obbligati a pagare un'apposita tassa supplementare, la jizya (imposta personale) ed eventualmente il kharāj (imposta fondiaria) per poter legittimamente usufruire delle loro limitate libertà civili e religiose.

## Il jihad islamico

Bandiera attribuita all'organizzazione qa'idista in Iraq: si noti come la professione monoteistica di fede islamica scritta sulla bandiera (così come su quella dell'Arabia Saudita), sia sfruttata a scopi eminentemente politico-ideologici, per legittimare le proprie azioni belliche

Nei primi secoli dell'espansione araba, i giuristi musulmani giunsero a dividere il mondo in due sfere: la "Casa dell'Islam" e la "Casa della guerra". Secondo questa prospettiva, poiché non poteva esistere permanentemente un'altra comunità organizzata al di fuori dell'Islam, era considerato dovere sacro del musulmano combattere contro l'infedele. In seguito, con l'arrestarsi dell'avanzata islamica e la disgregazione dell'Impero Arabo in numerosi stati minori, venne a stabilirsi un rapporto di reciproca tolleranza tra l'Islam e gli stati non musulamani. Quest'ultimi vennero percepiti ancora come "Casa della guerra", ma la loro conquista venne rimandata dall'epoca storica a quella messianica.
In tempi recenti, e per motivi legati all'attualità, la locuzione è spesso utilizzata, secondo alcuni in maniera non del tutto appropriata, per giustificare la lotta politica e militare contro il predominio economico (ma anche culturale) d'un Occidente ritenuto aggressivo e globalizzante. Da questo punto di vista si isolano alcuni aspetti del jihād e, nella fattispecie, quello che identifica l'obbligo per i componenti della comunità islamica di difendere, in caso di aggressione, oppressione o persecuzione la comunità stessa (cioè il jihād difensivo), oppure quello (senza che in questo caso vi sia alcun obbligo connesso da parte dei singoli fedeli islamici ma solo della comunità nel suo insieme) di espandere i domini musulmani (jihād offensivo).
Sotto questo aspetto, al jihād viene attribuito anche un carattere difensivo e non puramente offensivo o espansivo, che non dovrebbe però prevedere atti di eccessiva efferatezza, infatti secondo un ḥadīth (tradizione religiosa) Maometto esortò così i credenti in Allāh: "non uccidete donne, bambini, neonati, vecchi".
Al contrario di quanto si crede non esiste alcuna differenza fra jihād e Crociata, dovuta alla diversa organizzazione della guerra santa. Se infatti è vero che nell'Islam è lecita una individuale e spontanea lettura interpretativa del Corano è però vero che, per poter essere validamente proclamato, il jihād deve essere legittimato dal consenso della maggioranza dei più autorevoli giurisperiti (ʿulamāʾ, sing. ʿālim) e da una nutrita serie di fatawa, lasciando che nell'Islam classico l'iniziativa incombesse poi per gli aspetti pratici e organizzativi sul califfo (e nel mondo sciita sull'imām), così come la Crociata è istituzionalmente promossa dal vertice della piramide teocratica, formalmente del tutto assente nell'Islam.
Con la dissoluzione dell'Impero ottomano è venuta a mancare però un'autorità politica unica che governi la maggioranza del mondo musulmano, mentre con l'occultamento ( ghayba ) dell'imām dello Sciismo – destinato a manifestarsi solo alla fine dei tempi – anche la più cospicua minoranza dell'Islam si trova formalmente nella quasi impossibilità di proclamare il Jihād. A causa della mancanza di organizzazione ecclesiastica all'interno della vasta maggioranza dei musulmani, nessun divieto giuridico tuttavia può sanzionare chi si autoproclami ʿālim e quindi, sia pur con grande sicumera, non mancano improvvisati ʿulamāʾ che non esitano a proclamare un jihād dopo essersi provvisti di una qualsivoglia compiacente fatwā, un parere legale che risponda a un quesito giuridico astratto, in grado di sostenere la loro proclamazione. Non bisogna però dimenticare che le fatāwa (plurale di fatwā) possono essere numerose e contrastanti, tanto che può accadere che qualcuno ritenga legittimo proclamare un jihād laddove un altro non ne ravvisi i requisiti legali minimi.
Tali "nuovi dotti", spesso autodidatti e forti contestatori dell'autorità degli ʿulamāʾ ufficiali (accusati di connivenza o, quanto meno, di acquiescenza nei confronti dei numerosi autocrati che governano il mondo islamico in spregio delle indicazioni etico-giuridiche imposte dall'Islam), non si adeguano per lo più quindi al radicato portato della tradizione islamica (assai rigida nel legittimare il ricorso al jihād), stratificatasi in 14 secoli di riflessione teologica e giuridico-religiosa. Non temono quindi di proclamare un jihād anche quando ne manchino in modo evidente i requisiti indispensabili (arabo shurūṭ), sì da fare assumere alle loro bellicose dichiarazioni un valore eminentemente politico.
Ha provocato a questo proposito violente reazioni nel mondo islamico la citazione di una frase dell'imperatore bizantino Manuele II Paleologo pronunciata da Benedetto XVI nell'ambito di una lectio magistralis presso l'Università di Ratisbona, nel corso della quale a proposito della guerra santa il papa ha detto: "La fede è frutto dell'anima, non del corpo. Chi quindi vuole condurre qualcuno alla fede ha bisogno della capacità di parlare bene e di ragionare correttamente, non invece della violenza e della minaccia...".

## Le crociate

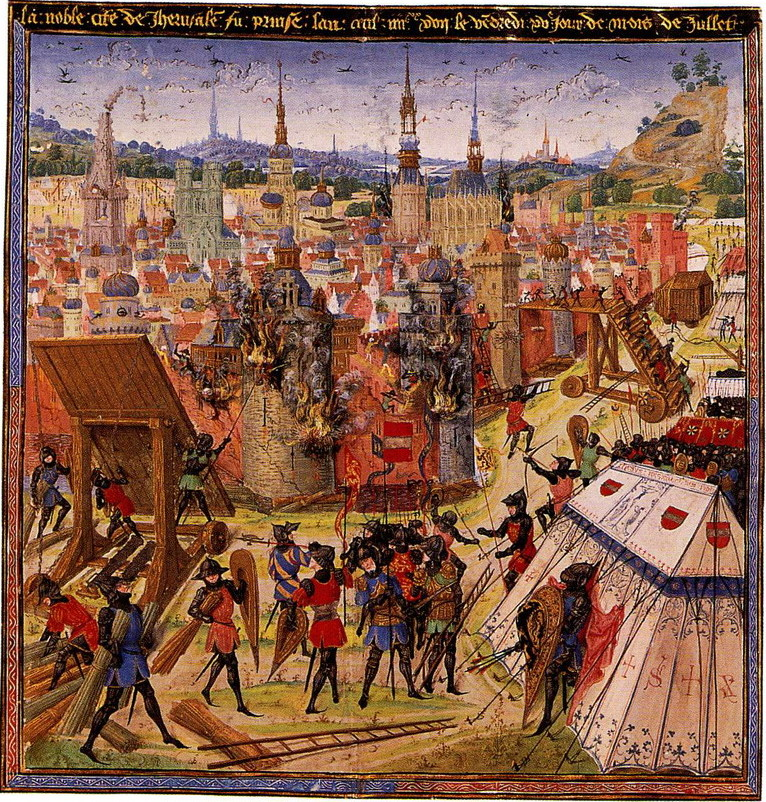
La presa di Gerusalemme durante la Prima crociata, nel 1099 (miniatura da un manoscritto medievale)

Nel Cristianesimo, il termine guerra santa è servito a indicare azioni di carattere militare nei confronti di nemici interni ed esterni. Per quanto riguarda i nemici interni, si ricordano le guerre di religione francesi, fra Cattolici e Protestanti; la crociata albigese contro l'eresia dei Catarismo; la crociata aragonese, lanciata da Papa Martino IV contro Pietro III il Grande.
Contro nemici esterni furono invece dirette le crociate del Nord, tese a eliminare la presenza pagana in Europa, le azioni di conversione o morte di Carlo Magno e quelle bandite contro la presenza islamica in Medio Oriente.
L'espressione "guerra santa" viene a volte approssimativamente utilizzata anche per indicare le crociate. Le crociate contro l'oriente rappresentarono di fatto la risposta del mondo cristiano all'offensiva militare islamica in atto da tempo. Erano l'unica plausibile risposta alle aggressioni musulmane: un tentativo di arginare la conquista musulmana di terre cristiane.
Ciò che fece organizzare le crociate fu un appello delle Chiese orientali al pontefice di Roma affinché fosse messa fine all'umiliazione di dover vivere in uno Stato non cristiano. Non furono il progetto di un papa ambizioso o i sogni di cavalieri rapaci, ma una risposta a più di quattro secoli di conquiste, con le quali i musulmani avevano già fatto propri i due terzi del vecchio mondo cristiano. A quel punto, il Cristianesimo, come fede e cultura voleva difendersi anche in chiave attiva, per non doversi far soggiogare dall'Islam. Scriveva papa Innocenzo III, nel 1215: "Come può l'uomo che ama secondo il precetto divino il suo prossimo come se stesso, sapendo che i suoi fratelli di fede e di nome sono tenuti al confino più stretto dai perfidi musulmani e gravati della servitù più pesante, non dedicarsi al compito di liberarli?”".
Nella prospettiva cristiana medievale il compito dei crociati era sconfiggere i musulmani invasori e difendere la Chiesa contro di loro.